# Касеев, Рустам Расыкович
Рустам Расыкович Касеев (14 апреля 1929, деревня Энтуганы, Татарская АССР, РСФСР, СССР — 29 октября 1997, Москва, Россия) — артист цирка. Народный артист Башкирской АССР (1975), Российской Федерации (1992).

## Биография
Родился 14 апреля 1929 года в деревне Энтуганы ТАССР. В 1955 году окончил Московский областной педагогический институт (отделение физического воспитания), в 1968 году — ГИТИС (театроведческий факультет, курс Ф. Г. Бардиана, Б. А. Эдера).
В 1957—1965 годах выступал в цирке как нижний силовой акробат. Создал аттракцион с медведями «Созвездие Большой Медведицы».
Скончался 29 октября 1997 года в Москве. Похоронен на  Кузьминском кладбище (мусульманская территория).

## Семья
- жена Касеева, Нелли Александровна (род. 1937), «Заслуженная артистка России», дрессировщица.
- Дети: 
  - сын Ренат — артист Российской государственной цирковой компании (Москва).
  - дочь Дания — артистка Всесоюзного творческого объединения «Союзгосцирк», с 1990 года живёт и работает в США.

## Награды и звания
- Народный артист Российской Федерации (8 декабря 1992) - за большие заслуги в области циркового искусства[1]
- Заслуженный артист РСФСР (1980)
- Заслуженный артист Башкирской АССР (1973)
- Народный артист Башкирской АССР (1975)
- Орден Дружбы (25 августа 1997)[3]
- Лауреат Всесоюзного конкурса циркового искусства (Москва, 1977)